# 屋敷はメイドのために!
『屋敷はメイドのために!』（やしきはメイドのために）はぷらぱによる日本の漫画作品。『まんが4コマぱれっとonline』（一迅社）で連載されていた。全2巻。

## あらすじ
ミサがサーシャに連れられやってきたのは、雪降る地の豪邸。幼い少女が主の代理を務めるこの屋敷で、ミサたちはメイドとして共同生活をしていくのであった。

## 登場人物
ミサ・リシェス
主人公。ラグウェル家に働きにメイドとして来た。両親は海外へ長期滞在していることが多い。
サーシャ・オリン
ラグウェル家のメイドで、ミサを迎えに来た。ミサの母の知人。面倒くさがり屋。
カナエ・チルド
ラグウェル家のメイドで、眼鏡と関西弁が特徴。
マリナ・ラグウェル
ラグウェル家主人代理を務める幼女で、サーシャにはくだけた扱いを受けている。
使用人とはいえ、周囲が年上の人間ばかりなので、常に敬語で話す。
ユイ
ラグウェル家のメイドである猫又。猫だけあって気ままな性格。
ユカリ
ラグウェル家のメイドである魔女。

## 書誌情報
- ぷらぱ 『屋敷はメイドのために!』 一迅社〈4コマKINGSぱれっとコミックス〉、全2巻
  1. 2013年1月26日発売 ISBN 978-4-7580-8166-5
  2. 2014年1月22日発売 ISBN 978-4-7580-8197-9